# Іди та дивись
«Іди та дивись» (біл. Ідзі і глядзі, рос. Иди и смотри) — радянський антивоєнний фільм 1985 року, знятий кіностудіями «Білорусьфільм» та «Мосфільм» до сорокаріччя перемоги у німецько-радянській війні. Події стрічки відбуваються в Білорусі 1943 року. В ролі режисера — Елем Климов, який разом з Алесем Адамовичем сценарій написав сценарій до фільму. Базується стрічка на книзі 1978 року «Я з вогняного села…», співавтором якої був Адамович. У головних ролях Олексій Кравченко та Ольга Міронова. 
Сюжет фільму зосереджений на німецько-фашистській окупації Білорусі і на подіях, засвідчених молодим білоруським партизанським підлітком на ім'я Фльора, який — проти бажання батьків — приєднується до білоруського руху опору. Далі ілюструються нацистські звірства та людські страждання. Фільм змішує гіперреалізм з основним сюрреалізмом та філософським екзистенціалізмом з поетичною, психологічною, політичною та апокаліптичною тематикою.
«Іди та дивись» після фільмування отримав загалом позитивну критику та приз ФІПРЕССІ на 14-му Московському міжнародному кінофестивалі. З цього часу він вважається одним із найкращих фільмів, що були коли-небудь зроблені. «Іди та дивись» вісім років зазнавав цензури з боку радянської влади, перш ніж нарешті було дозволено зняти фільм у повному обсязі. На 1 березня 2024 року фільм займав 92-гу позицію у списку 250 кращих фільмів за версією IMDb.

## У ролях
| Актор                 | Роль                                                 |
| --------------------- | ---------------------------------------------------- |
| Олексій Кравченко     | Фльора (Флоріан) Гайшун                              |
| Ольга Міронова        | Глаша                                                |
| Любомирас Лауцявічюс  | Косач, командир партизанського загону                |
| Владас Багдонас       | партизан за прізвиськом «Рубіж»                      |
| Юрі Лумісте           | оберштурмфюрер, нацист-фанатик                       |
| Віктор Лоренц         | штурмбанфюрер, командир карального загону            |
| Євген Тілічеєв        | Гежель, колаборант перекладач                        |
| Олександр Берда       | начштабу партизанського загону                       |
| Василій Домрачьов     | маленький поліцай в касці                            |
| Євген Крижановський   | партизан в окулярах                                  |
| Анатолій Сливников    | партизан, переодягнений в німецького солдата         |
| Тетяна Шестакова      | мати Фльори                                          |
| Олександра Ровенських | німкеня в автомобілі, вона ж пізніше вмираюча в лісі |
| Валентин Мішаткін     | поліцай на даху сараю під час спалення               |
| Ігор Гнєвашев         | епізод                                               |
| Петро Меркур'єв       | епізод                                               |
| Світлана Зеленковська | епізод (немає в титрах)                              |

## Творча група
- Режисер: Елем Климов
- Сценарій: Олесь Адамович, Елем Климов
- Оператор: Олексій Родіонов
- Композитор: Олег Янченко
- Звукорежисер: Віктор Морс
- Монтаж: Валерія Бєлова
- Художники: Віктор Пєтров, Еліонора Сємьонова

## Подальше читання
- Michaels, Lloyd (2008). Come and See (1985): Klimov's Intimate Epic. Quarterly Review of Film and Video. 25 (3): 212—218. doi:10.1080/10509200601091458.